# Atsushi Nakajima
Atsushi Nakajima (中島 敦 Nakajima Atsushi?,  Tokio, Japón, 5 de mayo de 1909 - 4 de diciembre de 1942) fue un escritor japonés. Nakajima publicó sus principales obras durante la guerra y debido a que murió en 1942, nunca se le considera como autor del Japón de la posguerra. Aun así, pertenece a la misma generación que Osamu Dazai a pesar de compartir el mismo estilo de literatura y cultura de autores de generaciones anteriores, tales como Natsume Sōseki y Mori Ōgai.
Nakajima nació en una familia de eruditos Kangaku (inclinación por la cultura china) de Tokio, en consecuente, conocía los clásicos de literatura chinos. Inclusos sus obras principales se basan en sus conocimientos sobre estos libros, escritas en el refinado estilo chino clásico.

## Biografía

### Primeros años
Nakajima nació el 5 de mayo de 1909 en la ciudad de Tokio, Japón, en el seno de una familia de eruditos Kangaku, es decir, de apasionados por la cultura china. Fue el único hijo de Tabito, un erudito confuciano, y Chiyo Nakajima, una maestra de primaria. Sus padres se divorciaron cuando tenía apenas un año de edad, tras lo cual fue enviado a vivir a la ciudad natal de su padre en la prefectura de Saitama, donde fue criado por su abuela y tías (su abuelo falleció un año después de su llegada). Cuando tenía cinco años, su padre se volvió a casar y al año siguiente Nakajima comenzó a vivir con este y su madrastra, Katsu, en la prefectura de Nara. Katsu, quien era abusiva con su hijastro, murió dando a luz a su media hermana Sumiko cuando Nakajima tenía catorce años. En 1924, su padre nuevamente contrajo matrimonio; su nueva madrastra también le maltrataría. La ausencia de su madre biológica y la rápida sucesión de madrastras en su infancia influenciaron enormemente en el joven Nakajima y su estilo de escritura posterior; esto se puede apreciar en su novela Haha no Fuzai (Madre ausente). Además de su media hermana Sumiko, Nakajima también tuvo un medio hermano menor, Yukio, ambos frutos del segundo matrimonio de su madre.
De 1920 a 1926, vivió en una Corea ocupada por el imperio japonés, mientras su padre enseñaba literatura clásica china en una escuela secundaria en Seúl. Nakajima asistía a escuelas de élite en las que sólo se permitían estudiantes japoneses y solo un puñado de privilegiados niños coreanos. Algunos de sus compañeros durante este periodo fueron los novelistas Katsue Yuasa y Masanori Koyama.
En 1926 regresó a Japón, donde ingresó a la First High School y luego a la Universidad de Tokio, lugar donde se especializó en literatura japonesa. En 1933, obtuvo un trabajo como profesor de secundaria en la ciudad de Yokohama y comenzó a escribir novelas. Ese mismo año, contrajo matrimonio con Taka Hashimoto, con quien tendría tres hijos. Sin embargo, su hija Masako murió tres días después de su nacimiento. De 1941 a 1942, Nakajima trabajó como funcionario local para el South Seas Government (Nan'yō chō) en la Micronesia japonesa. Su trabajo era editar libros de texto en japonés para niños locales.

### Carrera

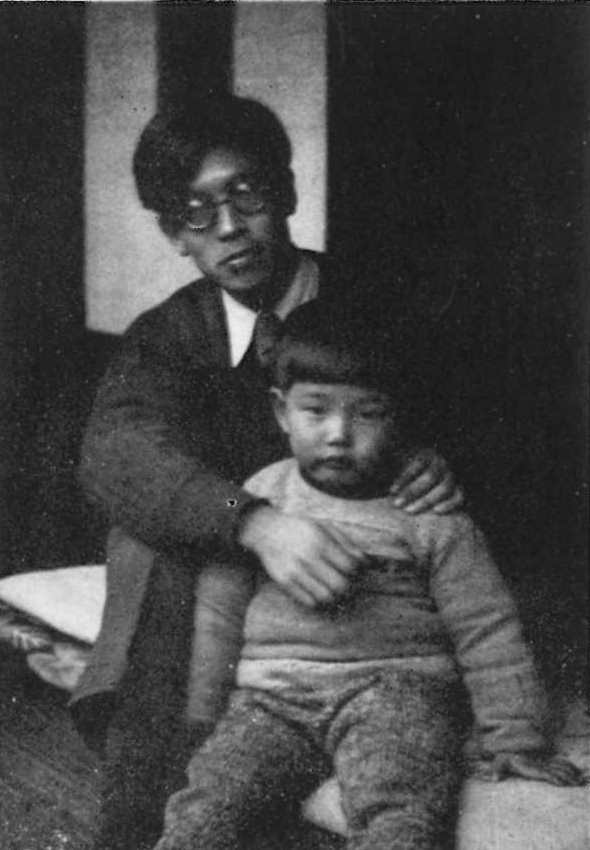
Nakajima junto a su hijo mayor Takeshi en 1937.

A diferencia de algunos de sus contemporáneos, Nakajima evitó escribir sobre cualquier propaganda partidaria pro-gubernamental, prefiriendo, en su lugar, escribir cuentos juveniles. En estos cuentos, Nakajima se basó en sus experiencias vividas en Corea, describiendo la colonización japonesa con simpatía. Sin embargo, en sus cartas de South Seas, critica la arrogancia de sus compañeros japoneses como colonizadores.
Nakajima jamás estuvo interesado en la política. Para él, cuestiones más apremiantes eran preguntas ontológicas como "¿qué soy?" y "¿cuál es el significado de la vida?". Estos son, de hecho, los temas principales en varias obras de Nakajima. Nakajima adquirió esta actitud existencial de la literatura occidental moderna y estaba muy familiarizado con obras de autores como Franz Kafka. Sangetsuki, su historia más célebre, es considerada como su propia versión de La metamorfosis de Kafka. La novela se centra en un poeta que trata de alcanzar la grandeza poética en vano, y que finalmente se transforma en un tigre al volverse loco. El poeta posteriormente toma conciencia de sí mismo y se da cuenta de sus errores, lamentando el dolor que le causó a su familia. Al igual que el personaje de Kafka, este también conserva su espíritu humano incluso después de su transformación a tigre. Sin embargo, es un personaje mucho más noble gracias a su autoconsideración y moralidad. A diferencia de Kafka, el énfasis de Nakajima no se centra en "lo absurdo de la existencia" en el cual los héroes transformados ya no pueden esperar ser aceptados en la sociedad por su apariencia. Esto, se cree, fue una de las razones por las que Nakajima eligió un tigre, "una criatura demasiado noble para ser detestable", en lugar de un insecto.

## Muerte
En 1941, Nakajima fue enviado a Palaos para enseñar japonés, pero regresó en 1942 tras ser afectado por un caso de asma grave. Murió más tarde ese año después de haber contraído neumonía, a la edad de 33 años. Antes de su muerte, Nakajima finalizó su novela Light, Wind and Dreams, basada en la vida de Robert Louis Stevenson, así como también una serie de cuentos cortos y polémicos sobre Micronesia. The Moon Over the Mountain es una colección de sus cuentos traducidos por Paul McCarthy y Nobuko Ochner. Le sobrevivieron su esposa y dos hijos. Su sobrino, Ichi Orihara, también es novelista.

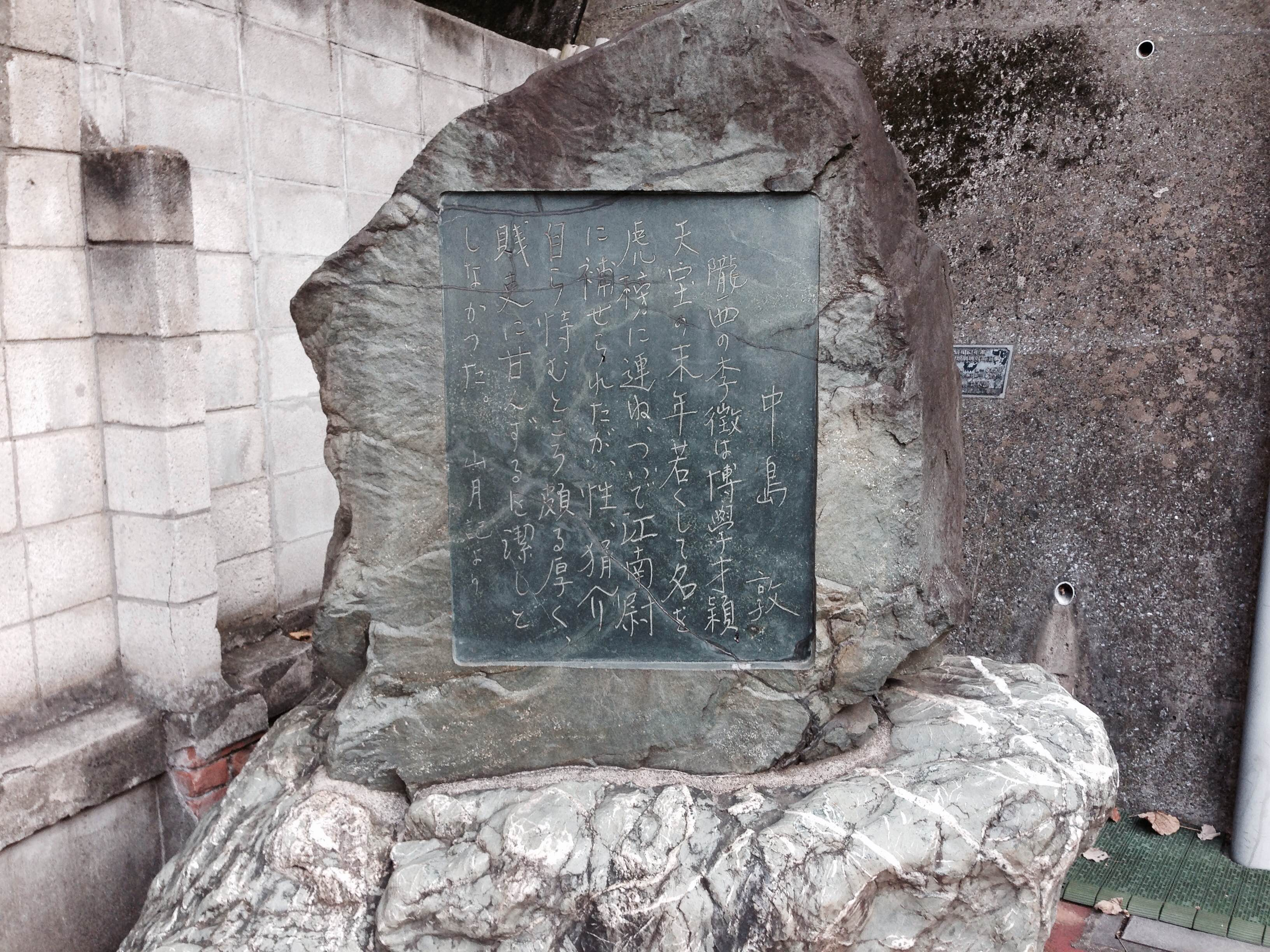
Monumento erigido en honor a Atsushi Nakajima en Yokohama.

## Obra traducida al español
- El poeta que rugió a la luna y se convirtió en tigre, Hermida Ediciones
- La mujer pulpo. Cuentos del mar del Sur, Hermida Ediciones[8]